# Kaiserpokal 1968
Der Kaiserpokal 1968 war die 48. Austragung des Kaiserpokals, des höchsten japanischen Fußballpokalwettbewerbs. Sieger des Wettbewerbs waren die Yanmar Diesel.

## Ergebnisse

### Viertelfinale
|                             | Ergebnis |                                |
| --------------------------- | -------- | ------------------------------ |
| Toyo Industries             | 0:2      | Waseda-Universität             |
| Mitsubishi Heavy Industries | 5:0      | Kansai-Universität             |
| Yanmar Diesel               | 6:0      | Rikkyō-Universität             |
| Yawata Steel                | 1:0      | Pädagogische Universität Tokio |

### Halbfinale
|                    | Ergebnis |                             |
| ------------------ | -------- | --------------------------- |
| Waseda-Universität | 3:4      | Mitsubishi Heavy Industries |
| Yanmar Diesel      | 3:1      | Yawata Steel                |

### Finale
|                             | Ergebnis |               |
| --------------------------- | -------- | ------------- |
| Mitsubishi Heavy Industries | 0:1      | Yanmar Diesel |